# Exochus moeus
Exochus moeus là một loài tò vò trong họ Ichneumonidae.